# Takumi Hashimoto
Takumi Hashimoto (født 5. januar 1989) er en japansk fodboldspiller.
Han har spillet for flere forskellige klubber i sin karriere, herunder Fujieda MYFC.